# 成田道徳
成田 道徳（なりた みちのり、? - 天正15年（1587年））は、安土桃山時代の武将。丹羽氏の家臣。通称は弥左衛門、弥八郎。

## 生涯
尾張国鳴海、あるいは武蔵国出身。
織田氏の家臣・丹羽長秀に仕え、度々戦功を挙げたという。江口正吉や大谷元秀らと並ぶ部将と云う、やがて主君・長秀が羽柴秀吉に従い越前北ノ庄に拠点を置く123万石の大名となってからは、道徳も越前勝山城主として4万5千石を領した。
天正13年（1585年）、長秀が死去し、子の丹羽長重が当主となったが、そのまま家老として仕え補佐を務めるなど活躍した。
しかし同年、丹羽家では家中が紛糾し家臣が大量離脱、成田も越前を出奔した。理由は諸説あって定かではないが、「秀吉と敵対する佐々成政に内通していたとの疑惑をかけられたため」「秀吉を暗殺する計画を企てたため」「同年の越中征伐の際に丹羽軍に軍令違反を冒した将兵がいた廉によって、秀吉が長重の減封を命じたが、これに怒り、豊臣家への謀叛を企てたため」などといった様々な伝承が『丹羽家記』や『丹羽歴代年譜』に残されている。『丹羽家譜』『越登加三州志』では成田が佐々成政と共謀したと密告したのは同じ丹羽家臣の戸田勝成と長束正家であったと伝えている。越中征伐の後、丹羽家は越前国・若狭国・加賀国2郡123万石から若狭一国15万石に縮小減封され、成田以外の重臣のうち戸田、長束、溝口秀勝、村上頼勝も丹羽家を離れ、彼らはそれぞれ独立大名として秀吉に仕えた。
その後、道徳は伊勢国に潜伏していたが、天正15年（1587年）、秀吉の意を受けた蒲生氏郷の家来町野左近の手勢によって討たれ、首を京の一条戻橋に晒された。一条戻橋に晒された時に首級検分をする秀吉（または長束正家とも）を睨みつけた。秀吉は「此首不浄也」と言う、長束正家は「丹羽長重家来の成田弥左衛門尉道徳の首級にござりまする」の声を聞き、秀吉は「成田弥左、勇者也、豪剛者候。」と賞したと伝う（二本松市史『家臣伝』）。
後継は成田重忠（正成、兵庫、弥左衛門）。重忠は丹羽家臣として長重に仕え続け、子孫も代々丹羽家（二本松藩）に仕えた。また、重忠の甥の三政（半右衛門）は関ヶ原の戦い後、前田家（加賀藩）に仕えた。
道徳の跡を継いだ重忠の子孫の一人は、二本松藩二本松少年隊の成田才次郎14歳であり、戊辰戦争において長州藩の部隊長白井小四郎（元奇兵隊隊士）を突きによって打ち取り直後に戦死した（「突き」は二本松藩の伝統剣法である）。先祖である道徳の汚名を返上した。